# Anh đào hoa chuông
Anh đào hoa chuông (danh pháp khoa học: Prunus campanulata) - tiếng Trung: 钟花樱花 - chung hoa anh hoa; tiếng Nhật: 寒緋桜 kanhizakura hay 緋寒桜 hikanzakura) hay còn gọi anh đào Đài Loan là một loài thực vật có hoa thuộc họ Rosaceae, được Carl Johann Maximowicz miêu tả khoa học đầu tiên năm 1883.
Phân bổ của anh đào hoa chuông trải rộng từ miền nam Nhật Bản, đảo Đài Loan, miền nam Trung Quốc xuống đến miền bắc Lào, miền bắc Việt Nam. Anh đào hoa chuông được trồng rộng rãi làm cảnh quan ở Đài Loan và nó còn là biểu tượng của Nago, Okinawa tại Lưu Cầu.

## Thư viện ảnh

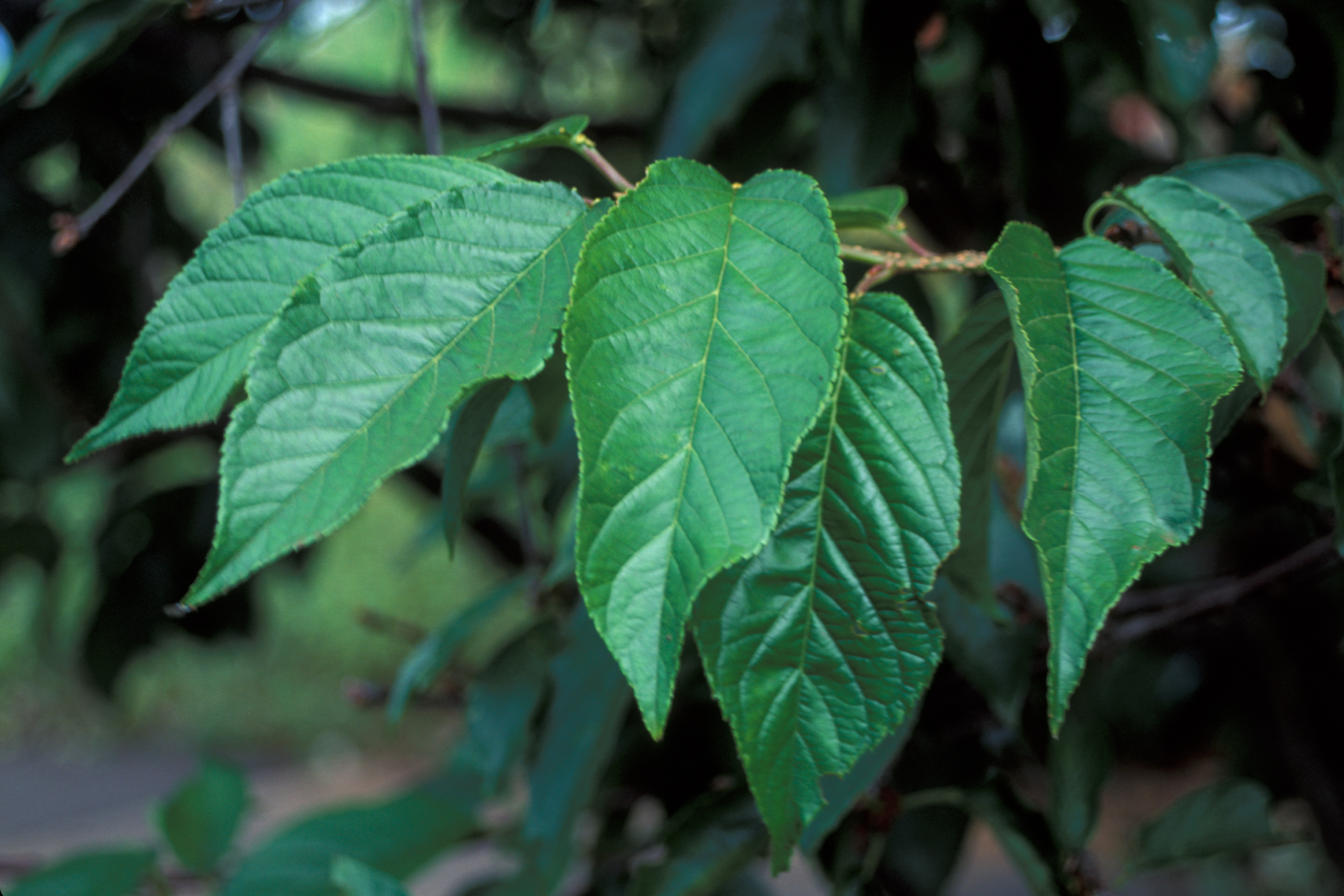
Lá của Prunus campanulata
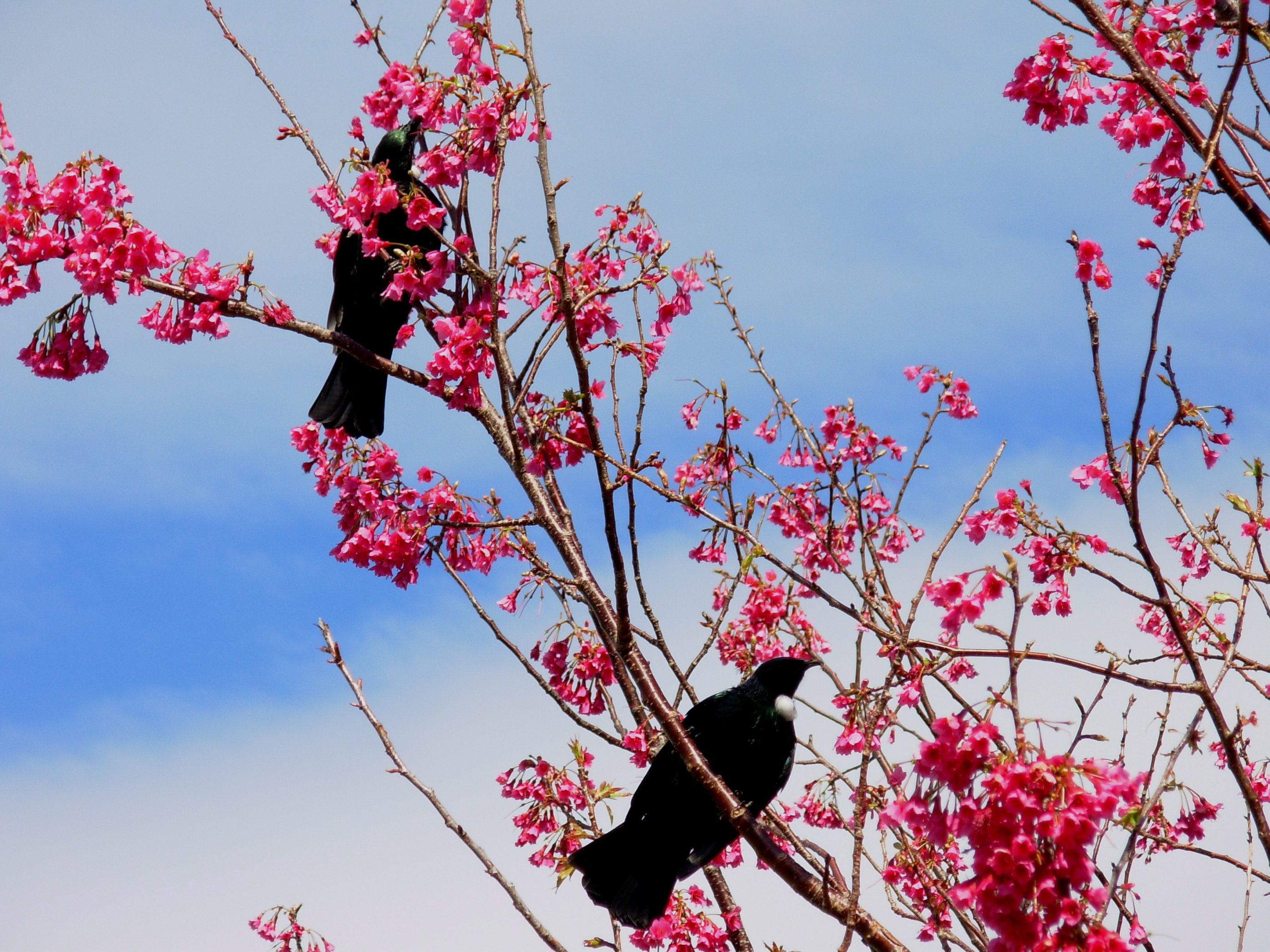
Hai con chim Parson (Prosthemadera novaeseelandiae) trên cây P. campanulata đang nở hoa
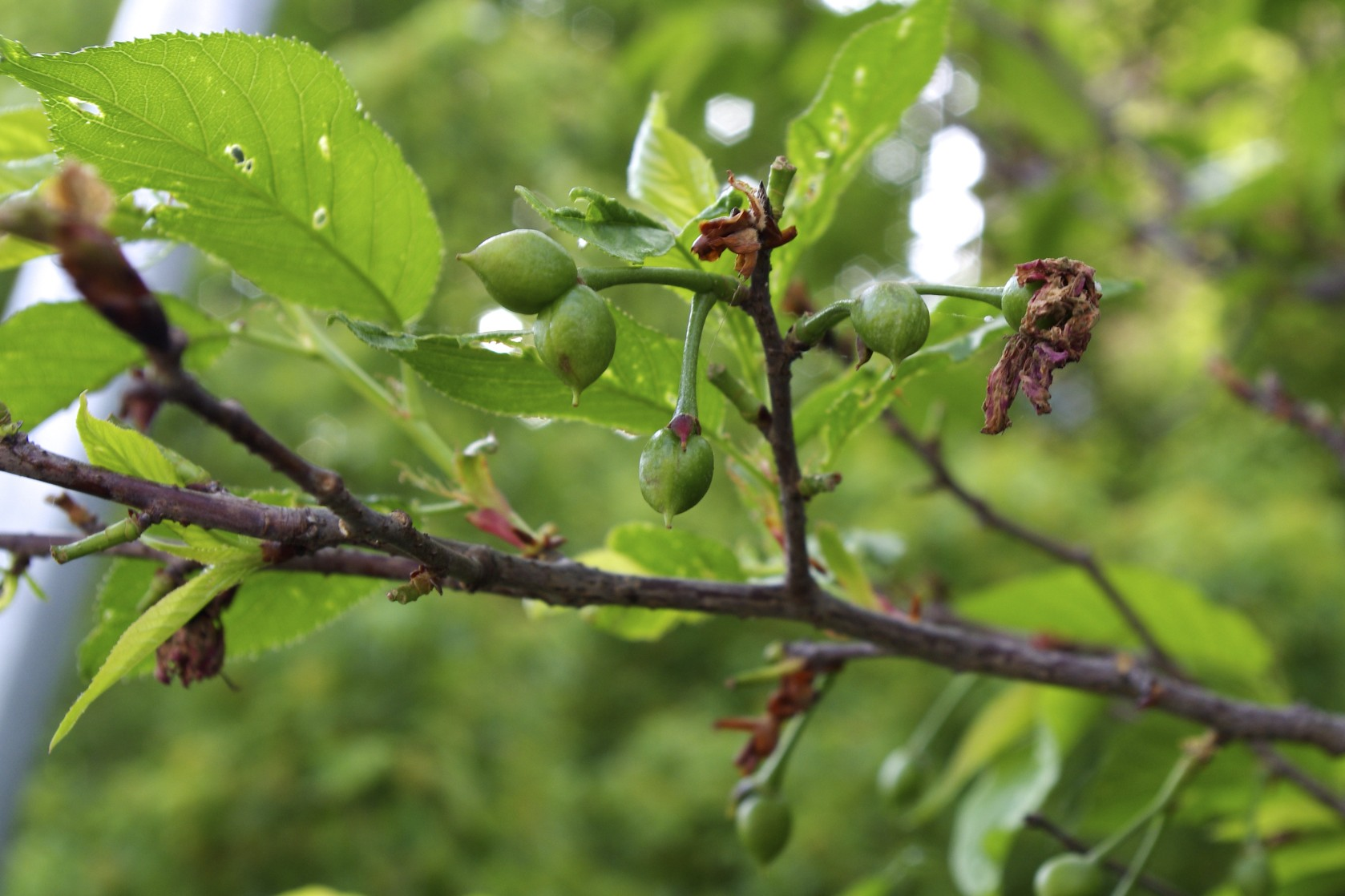
Quả non của Prunus campanulata.
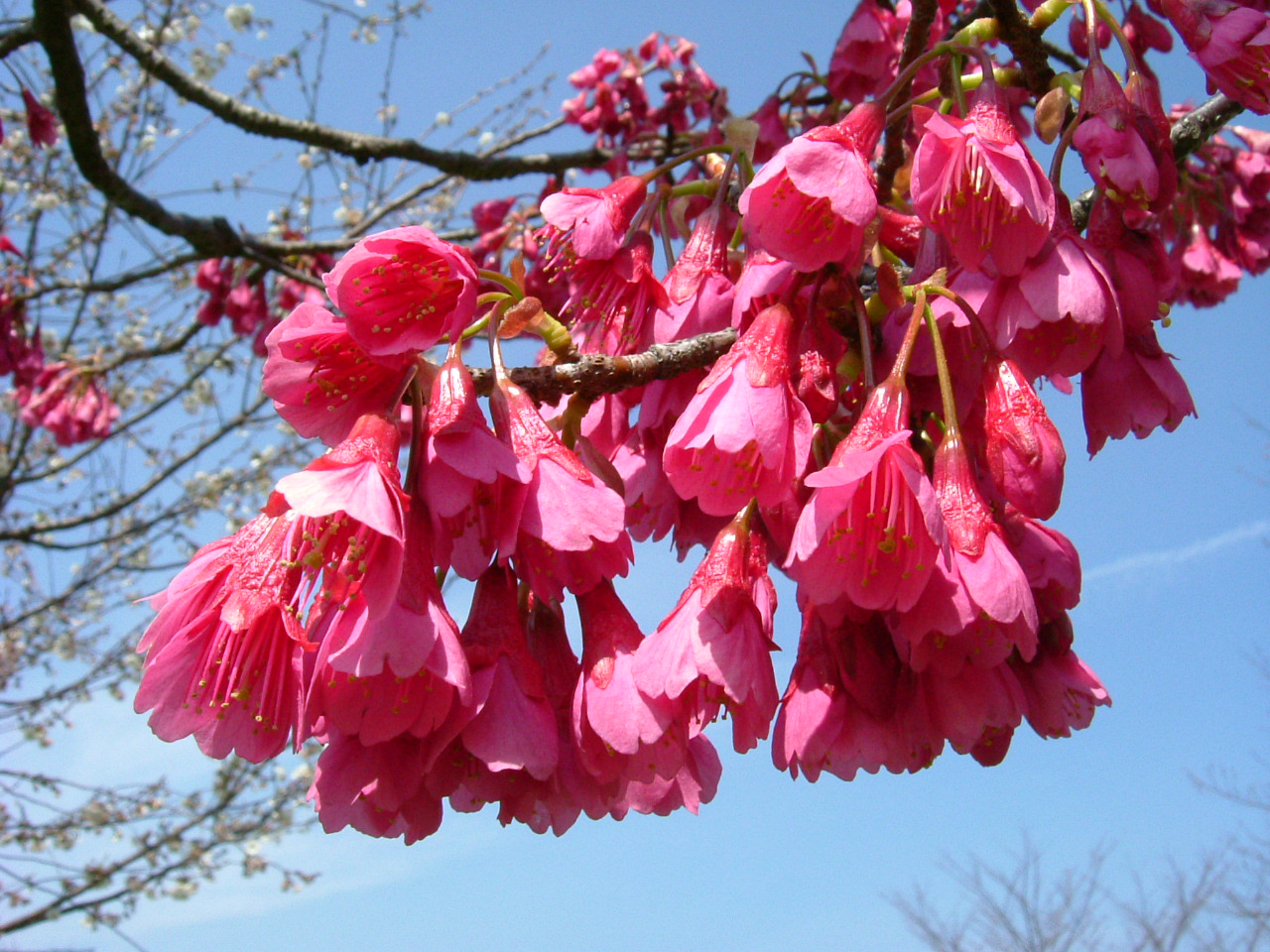